# Secció de beisbol del Futbol Club Barcelona
La secció de beisbol del Futbol Club Barcelona fou un club català de beisbol de la ciutat de Barcelona.

## Història
La secció es va crear el 1931, essent refundada més tard el 1941, jugant a la Divisió d'honor de la lliga espanyola, amb diversos equips filials en diverses categories.
Degut a motius econòmics, l'1 de juny de 2011 la junta directiva del club va decidir dissoldre aquesta secció, tot i que en la temporada 2010/11 la secció guanyà la quarta Lliga espanyola de beisbol del seu palmarès. Aprofitant l'estructura de la secció i amb la majoria de jugadors el febrer 2012 es fundà el Club Beisbol Barcelona, entitat que recollí els drets federatius de la secció desapareguda.

## Palmarès
- Copes de la CEB: 2007, 2008
- Lliga espanyola de beisbol: 2011
- Copa espanyola de beisbol: 1945, 1947, 1956
- Campionat de Catalunya de beisbol: 1933, 1947, 1952, 1955, 1975, 1996, 1998, 2006, 2007, 2008, 2009, 2011
- Supercopa de Catalunya: 2006
- Europa Eurocup: 2008